# 三森彩桜
三森 彩桜（みもり さいら、2000年3月9日 - ）は、福島県出身の女子競輪選手。日本競輪選手会福島支部所属、ホームバンクは泉崎国際サイクルスタジアム。日本競輪学校（当時。以下、競輪学校）第116期生。師匠は小谷田公則（88期）。

## 経歴
中学時代は柔道に打ち込み、白河実業高校に入学してから自転車競技を始めた。2017年インターハイ500mタイムトライアル8位という実績を残した。ケイリン競技の面白さや楽しさを知り改めて選手になりたいと強く思い競輪選手を目指したという。
2018年1月12日、競輪学校第116回技能試験に合格。在校競走成績は10位（5勝）。
2019年7月5日、いわき平競輪場でデビューし5着。初勝利は同年12月25日の松阪競輪場で挙げた。